# Obwód Sarny Armii Krajowej
Obwód Sarny – jednostka terytorialna Związku Walki Zbrojnej, a następnie Armii Krajowej. Operowała na terenie powiatu Sarny.
Obwód Sarny był samodzielny, tzn. nie podlegał żadnemu z czterech inspektoratów Okręgu Wołyń („Konopie”), a jedynie bezpośrednio komendanturze tegoż Okręgu.